# Illustre (1811)
Pour les autres navires du même nom, voir Illustre.
L'Illustre est un navire de ligne de 80 canons de classe Bucentaure de la Marine impériale française, conçu par l'ingénieur Jacques-Noël Sané, surnommé le « Vauban de la marine ».

## Carrière
L'Illustre est donné au Royaume des Pays-Bas (qui comprenait tout le Bénélux) à la suite du traité de Fontainebleau de 1814. À ce moment-lá, le navire a été rebaptisé Prins van Oranje.